# Chondrodermatitis

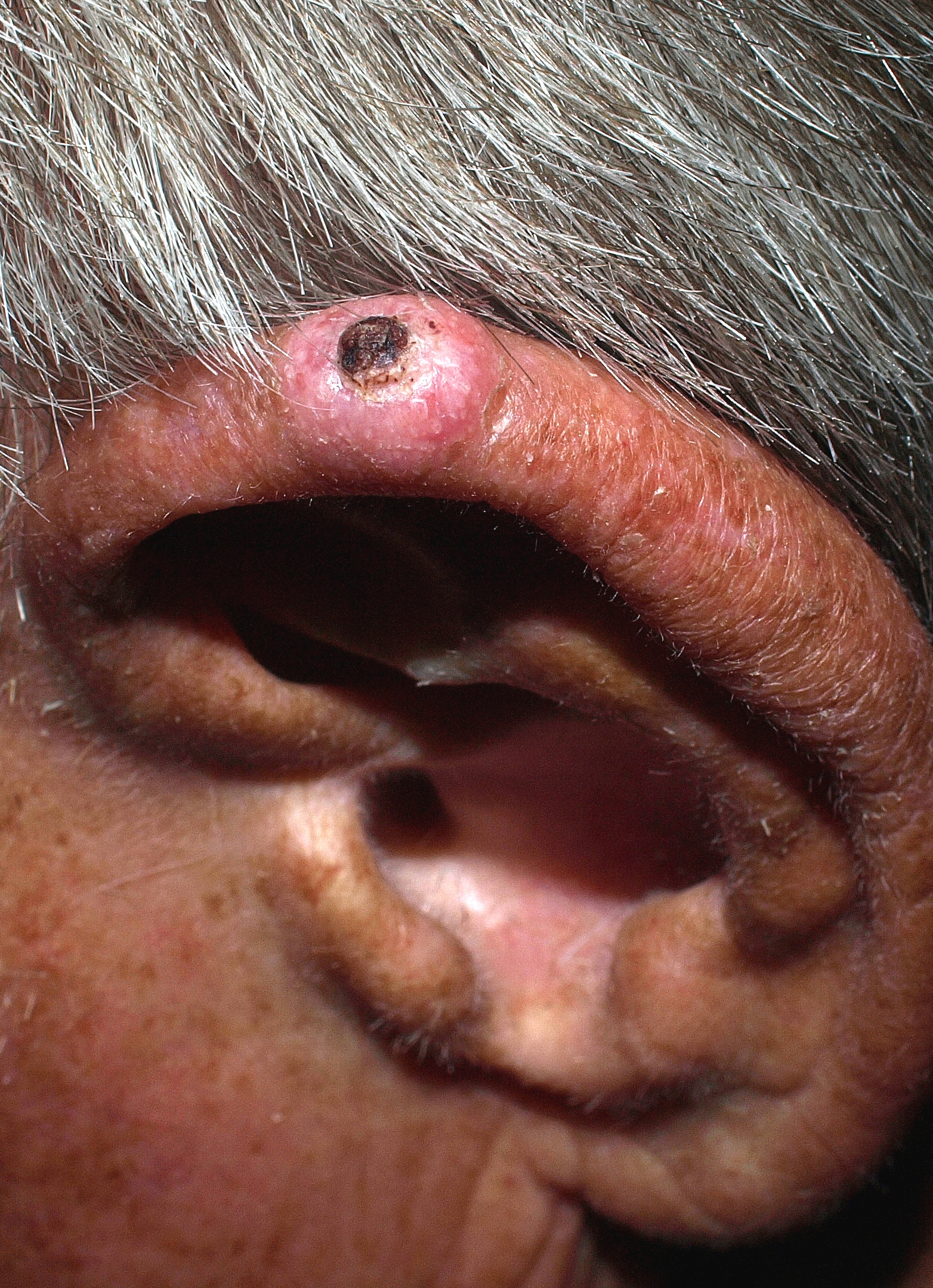
Ohrknötchen

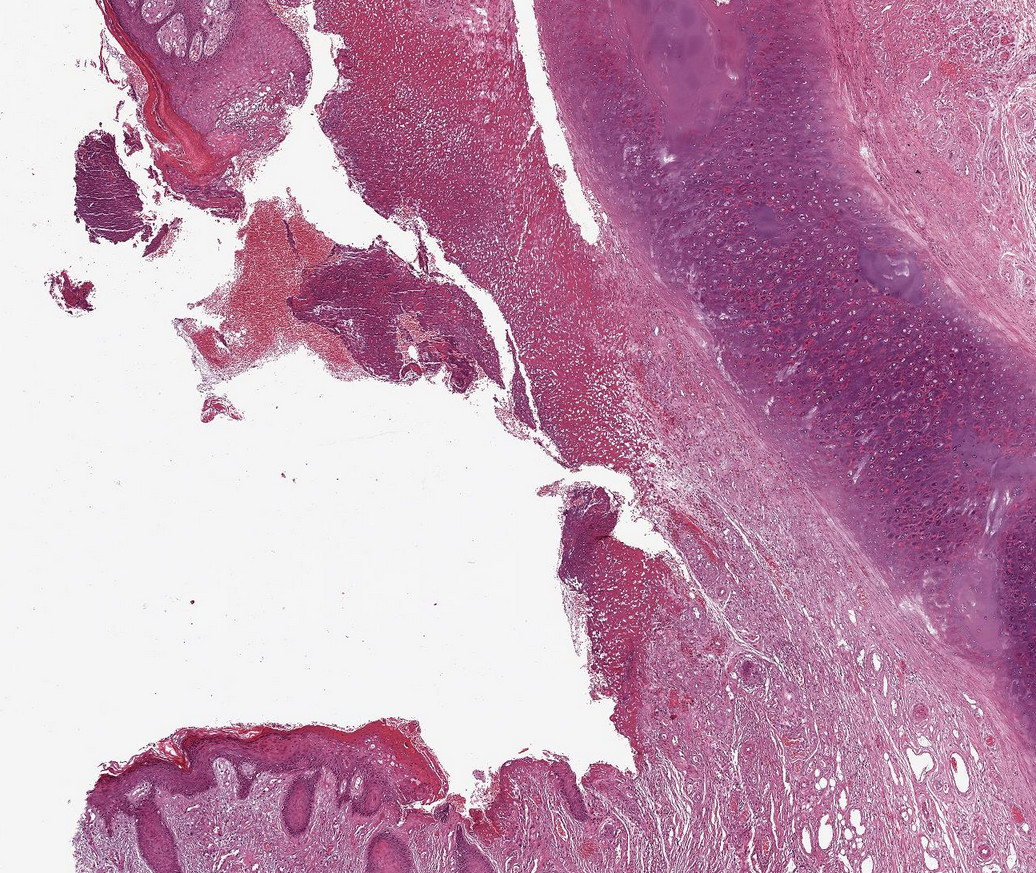
Histologie

Das Ohrknötchen (Chondrodermatitis nodularis helicis oder Winklersche Krankheit) ist eine gutartige Knorpelerkrankung, bei der es sich vermutlich um ein Druckgeschwür handelt, deren genaue Ursache aber ungeklärt ist. Meist am oberen Knorpelrand des menschlichen Ohres treten bis zu erbsgroße, oft sehr schmerzhafte Veränderungen mit wallartigem Rand auf, die  einen Hornkegel umschließen können.
In seltenen Fällen ist auch  der Bereich an der Innenfläche des Ohres betroffen. 
Die Erkrankung wurde erstmals 1915 von dem Schweizer Hautarzt Max Winkler beschrieben. 

## Ursache
Als Ursache der Knorpelentzündung wird ein chronischer Reiz vermutet, zum Beispiel durch lokalen Druck während des Schlafs oder Telefoniergewohnheiten. Auch der Einfluss von Sonnenbestrahlung wird diskutiert.

## Therapie
Polsterung des betroffenen Hautareals kann zu Schmerzlinderung und Abheilung führen. In den meisten Fällen ist dauerhafte Heilung jedoch nur durch großzügige chirurgische Entfernung des betroffenen Knorpelbereiches möglich.
Dabei wird ein keilförmiger Bezirk des Ohres entfernt und die Schnittkanten wieder vernäht. 
Eine Entfernung der Hautveränderung mit anschließender feingeweblicher Untersuchung ist auch deshalb empfehlenswert, weil die Chondrodermatitis sonst nicht mit ausreichender Sicherheit von bösartigen Erkrankungen wie Basaliomen unterschieden werden kann. 